# Képalkotó spektrometria

## A hiperspektrális távérzékelés
A hiperspektrális távérzékelés során számos (10-100-as nagyságrendű) sávban készül spektrum az adott terület egyes pontjairól; az egyes spektrumokat magában foglaló képpontokból pedig kép állítható össze (képalkotó spektrometria).
A hiperspektrális távérzékelő eljárást eredetileg idegen égitestek felszínének geokémiai vizsgálatára dolgozták ki, hiszen csak a távérzékelés segítségével tudjuk a más bolygók felszínén található anyagokat meghatározni (a Földre hullt meteoritokon kívül). A spektrometria jelenleg is a leghatékonyabb módszer például a Mars felszíni anyagainak vizsgálatára (A Mars Express OMEGA műszere ilyen képalkotó spektrométer).
A földi alkalmazásokban az 1980-as évektől elsősorban ásványtérképezési céllal használták a hiperspektrális technológiát. A növényzettel és sokszor felhőkkel is borított Európában főleg bányászati szennyeződések kimutatására használják, a száraz területeken a felszín geológiai térképezésére is.
A hiperspektrális távérzékelés a legújabb, felszínborítást vizsgáló eljárások egyike. Hazánkban először 2002-ben készítettek képalkotó spektrometriát használó légifelvételeket. Az alábbi írásban ezt a módszert mutatjuk be, elsősorban a vegetáció vizsgálatának példáján.

## Működése
Jól azonosítható fényvisszaverési görbéje (spektruma, spektrális „ujjlenyomata”) van az egyes molekuláknak, ásványoknak vagy a növényfajoknak, a legtöbbször vizsgált 0,4-2,5 µm sávban. Ezekről laboratóriumban pontos (és pontszerű) mérések készültek, melyek spektrumkönyvtárakból lehívhatók és összehasonlíthatók a terepi mérésekkel. A képalkotó spektrometriában, más elnevezéssel hiperspektrális távérzékeléssel (imaging spectroscopy, hyperspectral remote sensing) egy nagyobb területet képelemekre bontva végezzük el (közel) egyidejűleg minden képelemre a teljes spektrális mérést, így egy összefüggő területről kapunk teljes spektrális információt, miközben ily módon minden képelemről rendelkezésre áll egy csaknem folyamatos spektrumgörbe.
Az egy területről felvett adatmennyiséget hiperspektrális adatkockának nevezzük. Az adatkocka tartalma közvetlenül maximum 3 sávot felhasználó színes képként, egy képelem információtartalma pedig spektrumgörbeként jeleníthető meg.
A folyamatos spektrumgörbe vizsgálata új megközelítés a kőzeteket, növényzetet, talajt, stb. külső megjelenési jegyei vagy spektrumgörbéje néhány pontja alapján történő meghatározása mellett.
A legegyszerűbb spektrométerek csak egy viszonylag kis felületről visszavert fényt mérik, azaz nem képalkotók (egy képhez több elkülönített képelem kell). A terepi vagy laboratóriumi spektrométerek lényegében úgy működnek, mint egy fénymérő, de egy széles hullámhossz-tartományon belül több tíz – több száz sávban adják meg a fényvisszaverés értékét. Ebből áll össze a spektrum görbéje.
A multispektrális képen a látható tartományban felvett általában legalább három, valamint az infravörösben is felvett képet értjük, így legalább négy színcsatornát. Hiperspektrális képen általában a teljes optikai sávban végzett felvételek értendők, ahol a csatornák száma nagy (több tíz), így az egyes csatornák hullámhossz-szélessége kisebb (spektrális felbontása jobb). 
A Landsat TM felvételek hét, átlagosan egy-kétszáz nanométeres szélességű hullámsávban készülnek egy-egy területről. Ezek mezőgazdasági termésbecslés során jól felhasználhatók, egyes növényfajták jól elkülöníthetők rajtuk (Csornai et al. 1997). Miért van szükség a hiperspektrális képek sokkal nagyobb számú sávjára? A hiperspektrális felvételek sávjai nemcsak számosabbak, de egyúttal jóval keskenyebbek is: szélességük csak néhány nanométer. Így azokat a részleteket is rögzíteni tudják, amelyeket a multispektrális képek – rosszabb spektrális felbontásuk miatt – nem mutathatnak ki.
Így például a növényzet spektrumára jellemző vörös él alsó, felső és inflexiós pontjainak, vagy a finom lefutású abszorpciós sávok meghatározásával lehetővé válik a felszín korábban nem elkülöníthető kategóriáinak beazonosítása.
A hiperspektrális képfeldolgozás nem ritkán gigabájt nagyságrendű adathalmaz kezelését igényli. Az eljárás optimalizálása érdekében gyakran alkalmaznak adattömörítést (pl. fő-komponens analízist), valamint a kevésbé fontos, vagy redundáns adatok elhagyását. Ha azonban a spektrumgörbéket szeretnénk használni, például más spektrumkönyvtár adataival összevetve, az adatdimenzionalitás nem csökkenthető.

## A spektrometria alapjai
A következő módszerrel szerezhetők be digitális spektrális adatok a felszínről.
– laboratóriumban mért spektrum: előnye, hogy mentes a zavaró hatásoktól, széles hullámhossztartományban folyamatos spektrumot ad, de pontszerű mérésű, és nem tükrözi a valódi felszín változatosságát és sajátos fény-árnyék viszonyait.
– helyszínen (in situ) fölvett spektrum. Spektroradiométeres méréssel készül. Fontos szempont, hogy a spektroradiométer látómezejébe mi kerül, így a helyszín és „látószög” kiválasztása alapvetően befolyásolja. Ezt meghatározza, hogy milyen látószögű az adott érzékelő, illetve hogy milyen távolságból történik a spektrum felvétele (közelről vagy akár egy daru tetejéről). Természetes fényben vagy kis, felszíni terület vizsgálatakor lámpával is készülhet spektrum.
– egyedi légifelvételes spektrum. Felbontása 1-20 méter körüli, nagyobb költsége miatt változásdetektálásra, monitorozásra kevéssé használt. Általában kevesebb sávban figyel meg, mint a felszíni/labormérések, és a sávok között nagyobb kihagyások lehetnek, műszertől függően máshol. Befolyásolja a légkör zavaró hatása is.
– műholdról fölvett spektrum. Monitorozásra is használható. Ez esetben a légkör befolyása jelentős, amit a későbbi laboratóriumi vagy in situ mérésekkel való összehasonlíthatóság végett ki kell szűrni (atmoszferikus korrekció)
– modell alapján számított spektrum. Általában a felszín növényzetborítását modellezik.

## Magyarországi alkalmazás
Ezzel az új távérzékelési technológiával első alkalommal öt magyarországi területről készültek 2002 augusztusában képalkotó spektrométeres légifelvételek egy nemzetközi kooperáció keretében (Kardeván et al. 2003a, Kardeván et al. 2003, Hargitai et al. 2004, Jung et al. 2003, Hargitai et al. 2006). A repülést a német DLR végezte, míg a hazai földi méréseket a MÁFI támogatta anyagilag. A repüléssel egyidejűleg a terepen spektrális mérésekre, talaj- és növényzet mintavételezésekre került sor. Az így gyűjtött adatok az Európai Unió által támogatott projekt keretében bányászati és ipari szennyezések térképezésére, valamint talaj szikesedéssel és mezőgazdasági termeléssel kapcsolatos kutatásokban kerültek feldolgozásra. Az adatkockák feldolgozása a későbbiekben új, független kutatási projektekben folytatódott. A projekt egyben a hiperspektrális technológia első hazai tesztelése is volt, melynek során a különféle egyetemek és kutatóintézetek munkatársai elsajátíthatták a hiperspektrális képfeldolgozás folyamatát a terepi munkától az adatfeldolgozásig. A kutatások elsődleges célja az új technológia lehetőségeinek és korlátainak meghatározása volt.
[A hiperspektrális technológia használata] „jelenleg még világszinten is csak kutatási fázisban tart. Ezért hazai szinten országos méretű felvételezési program megvalósítása ma még nem célszerű.”– írta 2001-ben a FÖMI tudományos főigazgató-helyettese (Winkler 2001). Mára lassan megteremtődnek a feltételei annak is, hogy hiperspektrális légifelvételek készítését hazai forrásból, szolgáltatásszerűen rendelhessék meg azok, akik számára a multispektrális technológia nem nyújt megfelelő pontosságú adatokat. A módszer idő- és költséghatékonysága csak megfelelő cél esetén igazolható.
Magyarországon természetes körülmények között alig találunk nagyobb felületű kőzetkibúvást vagy talajfelületet. Emiatt a sajátos felszínborítottság miatt elsősorban a növényzet és a vizek megfigyeléséből lehet következtetéseket levonni, így ezeket vizsgálhatjuk közvetlenül vagy használhatjuk őket a különféle környezeti hatások indikátoraként (nyomjelzőjeként).

## Spektrumkönyvtár

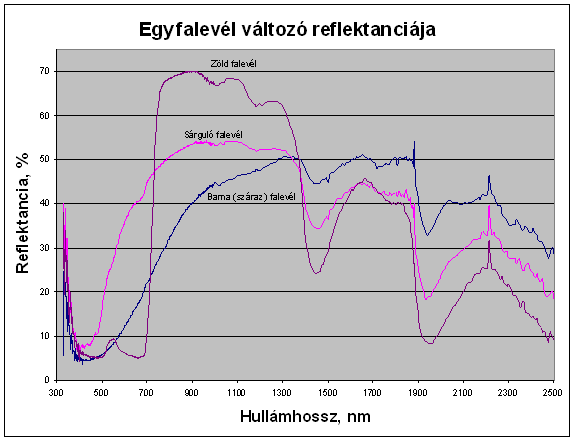
Egy falevél spektruma

A hiperspektrális adatkockával a cél a felszínen vagy a légkörben található jelenségek lehetőleg automatizálható beazonosítása. A tapasztalatok alapján a felszínborítási kategóriák sokkal finomabbak lehetnek, mint ami multispektrális adatokkal szétválasztható, de ennek előfeltétele – a megfelelően korrigált és szűrt kép megléte mellett – az osztályozás alapjául szolgáló tanítópontok megfelelő kiválasztása. Mivel itt részletgazdagabb kategorizálásról lehet szó, ez esetben a tanítópontoknak is pontosabbnak kell lenniük. A kevert képpontok spektrumának szétkeverése összetevőire lehetséges, ha ismertek a végállású tagok („endmemberek”).
Ehhez olyan helyről kell spektrális mintát venni, ahol az adott felszínborítási kategória (a maga kategóriájában) homogénen jelenik meg. Ez különösen az elegyedést „kedvelő” összetevők esetén nehéz. A talaj, cserjeszint, telepített-bekevert növények, aktuális évszak, fenológiai fázis, a növénytakaró kora, a lejtőkitettség stb. mind módosítják a spektrumot, így egy megbízható spektrumkönyvtárhoz faji vagy társulási szinten több időpontban, pontosabban a növény/társulás fejlődési fázisában készült spektrum volna szükséges. Amennyiben rendelkezésre áll az egyes fafajok saját spektruma mint „endmember”, ebből – elméletileg – az adott társuláson belül meghatározható lehet az elegyarány.

## A hiperspektrális technológia egyéb alkalmazási területei
A hiperspektrális technológiát a földtudományokon kívül számos más tudományterületen alkalmazzák. A hiperspektrális képalkotás a műholdas felvételektől a mikroszkopikus mérettartományok fényképezéséig terjed. Az alábbiakban csak véletlenszerűen emelünk ki néhány alkalmazását a nagy spektrális felbontású, hiperspektrális spektroradiométeres és képalkotó távérzékeléses módszereknek.
– A talaj felszínén érzékelhető kőolaj-szennyezettség megállapítását hiperspektrális légi felvételezéssel tervezték megállapítani Algyő körzetében. Mucsi és munkatársai (2000) tanulmánya szerint a talaj kőolaj-szennyezettsége hiperspektrális mérésekkel megállapítható, jellegzetesen az 1700 nm-es hullámhossz közelében. A növényzettel fedett helyszíneken a növényzetet indikátorként használva, a fedetlen talajon a nehézfémek és a kőolaj közvetlenül is kimutatható (Mucsi et al. 2000). A kőolaj-szennyezettség kimutatása segítségével meghatározhatók a szivárgó olajvezetékek szivárgási pontjai is (Kőolaj és Földgáz, 2001).
– Városi stressz alatt álló növényzet egészségi állapotának felmérése az NDVI vagy más indexek felhasználásával lehetséges, megfelelő felbontású kép, például hiperspektrális légifénykép esetén akár egyed szinten is. A városi növények hőmérsékletet hűtő hatása is érzékelhető a hiperspektrális képek termális csatornájában. Ezekre vonatkozóan a magyarországi HySens 2002 repülés adataiból is készült elemzés, hiszen a képek nagyvárosi területet (pl. Gyöngyös) is magukban foglaltak (Jung et al. 2005). Ez volt az első alkalom, hogy hiperspektrális képeket alkalmazhattak magyarországi városi terület vizsgálatára.
– A hiperspektrális technológia alkalmazható mindenféle festékkel és tintával kapcsolatos kutatáshoz. A mesterséges színezőanyagok esetenként a látható tartományon túl „eltűnhetnek”. A barna színű kakaós ízű keksz spektruma például csak a látható tartományban különbözik a vaníliás, barna színezőanyagot nem tartalmazóétól (saját megfigyelés). Egyes tinták 800, mások 1000 nm-es tartomány fölött válnak láthatatlanná (Scholten et al. 2004). A tinták egyéni spektrumával megállapítható lehet a tinták eredete, illetve egymásra írt vagy kivakart szövegek (palimpszesztek) is olvashatók lehetnek. A kifakult szövegek újra olvashatóvá tételét a művészettörténettől az antik történelem és irodalom kutatásáig számos tudományterület használhatja.
– A hiperspektrális képeket puszta esztétikai értékük miatt hamar felfedezték a képzőművészet számára is (O’Donnell 2002).
– Az emberi látás kutatásában a hiperspektrális képek a részletes spektrumgörbének köszönhetően hozhatnak új fejleményeket. Ezen kutatások során, akárcsak a földtudományi alkalmazásoknál, spektrum-könyvtár készül a legváltozatosabb tárgyakról, tájakról, különféle megvilágítottság mellett (Osorio 2005).
– A hiperspektrális képalkotó szkennerek érzékelési tartománya a termális infravörösben lehetővé teszi közvetlen hőmérsékleti adatok kiolvasását. Ezzel erdőtüzek („high temperature event”) hőmérséklete is megállapítható. Az égő növényzet kibocsátási maximuma a 3000-5000 nm-es tartományba esik (Barducci et al. 2004), ahol azonban még némi reflektált energia is van az emittált mellett.. Hasonlóképp a termális sávban dolgozó műholdakról a vulkánkitörések láváinak hőmérséklete is meghatározható (Lombardo és Buongiorno 2006).
– A talajok kémiai összetétele, szemcse-összetétele, humusz tartalma, nedvességtartalma, struktúrája és felületi érdessége is befolyásolja a talaj spektrumát (Zilinyi 1995).
– Egy kurrens és hazánkban is kétségtelenül szükséges alkalmazás a gyomdetektálás területéről a parlagfű (Ambrosia artemisiifolia) gócok kimutatása távérzékeléses felvételekkel. A parlagfű a lakosság jelentős részénél okoz allergiás panaszokat az augusztus-szeptemberi időszakban. A MÁFI-ban – a Nyugat-Magyarországi és a Debreceni Egyetemekkel közösen – is történtek vizsgálatok a parlagfű kimutatásával kapcsolatban, LANDSAT képek és in situ mérések segítségével, annak késői fenológiai fázisában, 2003-tól, Jánossomorján, Mosonszolnoknál, Pomogynál (Tőzeggyármajornál) és Rábcakapiban (Kardeván et al. 2004c, 2005a, 2005b). A FÖMI Polleninformációs Rendszer Kialakítása témájú NKFP keretében támogatta ezeket a terepi spektrométeres méréseket (Kardeván et al. 2005b).
Auda et al. (2002) az ASTER 1 B felvételein határozta meg sikerrel a terepi mérésekkel már előzetesen meghatározott területeken a parlagfűvel borított felszínt. Főleg a homogén „monokulturás”, sűrűn benőtt parlagfűmezőket tudták meghatározni.
- A módszer új alkalmazási területe élelmiszerek és nyersanyagaik (pl. termények) vizsgálata. A VIS (400-1000 nm) és NIRVIS (900-1700 nm) tartományok mérésével jellemzően inhomogén szerkezetű anyagok beltartalmi jellemzőinek hely szerinti eloszlására lehet következtetni. Nyomon követhető például a nedvességtartalom változása egy növény különböző szövettípusain szárítás, tárolás közben (Firtha 2007, Firtha et al. 2008).

## A multispektrális látás biológiai háttere
Bár a szem esetében a hiperspektrális távérzékelésben használt megoldásoktól eltérő mechanizmussal történik az adatok feldolgozása és a spektrumok azonosítása, a szem evolúciója a távérzékelés fejlődéséhez hasonló utat járt be annyiban, hogy itt is a monokromatikus (fényképezésben fekete-fehér „pánkromatikus”) észlelés volt az első lépcsőfok (azaz a fényerősség érzékelése bizonyos hullámsávban), majd a dikromatikus és az ember esetében a trikromatikus (három színre érzékeny) látás következett. Az ember evolúciója során úgy tűnik, eddig „nem volt szükség” ennél több sáv és szélesebb spektrum érzékelésére (egyes lepkék tették meg ezt a lépést), de, akárcsak más területeken, az ember a maga alkotta eszközökkel képes egyrészt a sokáig ismeretlen eredetű színeket objektíven mérni, másrészt a „színek” érzékelési tartományát az ember által nem látható spektrum területére is kiterjeszteni.
Az állatok és köztük az ember is rendkívül nagyszámú, folyamatosan változó spektrális információt érzékel. Annak érdekében, hogy az agy megbirkózzon ezzel az információtömeggel, le kell egyszerűsítenie („tömörítenie” kell) a sokdimenziós adathalmazt, melyet a spektrum nyújt. Az egyszerűsítést úgy oldja meg, hogy a spektrumgörbe különféle lefutásait kis számú színként dekódolja. A színekkel a színingermetrika tudománya foglalkozik (Schanda et al. 2005). A  színészleletben (szakszóval színpercepcióban) meghatározó, hogy mely hullámhosszakon legerősebb a fényerősség. Mindazonáltal nincs olyan modell, mellyel egyértelműen leírható lenne, hogy adott lefutású spektrumot milyen színként dekódol az agy (Bouman 2006).  Ezek elnevezése hasonló minden nyelvben (Berlin és Kay 1969).
Mivel mi magunk is egy multispektrális rendszerrel látunk, alapvetően fontos ennek a rendszernek az ismertetése. Az alábbiakban az emberi szemet mint multispektrális távérzékelő szenzort írjuk le, zárójelben megemlítve a megfelelő, távérzékelésben használt szakkifejezéseket.
Az emberi szemben (adatfelvevő rendszer) levő három különböző színre érzékeny (spektrális felbontású) csap típus (fotoreceptor, fotondetektor, szenzor) található a szem ideghártyájában (detektorok száma: összesen 6-7 millió db, azaz ennyi “képelemből” áll össze a fókuszált terület képe. Egy képernyő kb. 1/2 millió képelemből áll).
A szürkületi (perem-, mozgás-, él-) látást segítő pálcikák (120 millió) más hullámhosszra érzékenyek (a kék felé: 510 nm), de ezt nem érzékeljük színként, csak szürkeárnyalatként, fényességként (monokróm, pánkromatikus). A csapok érzékenységi intervalluma a látható tartományt (távérzékelésben használt rövidítéssel: VIS, azaz „visible”) definiálja: ez a 380-780 nm (a CIE 1931 és MSZ 9620:1991 szerint), ami épp egy oktávnyi terjedelmű (a két végpont frekvenciájának aránya 2); Antal et al. (2005) szerint valószínűleg azért, mert ha egy oktávnál szélesebb tartományban is érzékeny lenne a szem, a receptorok felharmonikusait nem tudná megkülönböztetni: a receptorok ugyanis az adott érzékenységi frekvenciájuk kétszeresét is érzékelnék. Ezt alátámasztja az is, hogy a két szélső színt – az ibolyát és a pirosat – hasonlóként dekódoljuk, azaz a színkör két vége „összeér” (körkörös percepció). A szem maximális érzékenysége 535 nm körül van, ami zöldessárga árnyalatnak felel meg. A három típusból különféleképp érzékeny és számuk sem egyenlő, mégis egyenlően veszik ki részüket a színlátásból. A legérzékenyebbek a legkisebb számban lévő, legnagyobb energiájú (ezért legkönnyebben detektálható), kék fotonokat érzékelő csapok. A csapok érzékenységi maximumai: hosszú hullámhosszú (sárgászöldben legérzékenyebb) csapok: 564 (-575), közepes hullámhosszú (kékeszöldben legérzékenyebb) csapok: 534 (-535), rövid hullámhosszú (kékben érzékeny) csapok: 420 (-445) nm.

## A hiperspektrális távérzékelés történeti háttere: a színek „felfedezése”
Az ókori görögök szerint a szín a fény és a közeg kölcsönhatásából ered, azaz nem magának a fénynek a tulajdonsága (Zemplén 1999).
Az, hogy a mindaddig egyszerűnek tartott fehér fény összetett, különböző törésmutatójú sugarakból áll, melyek színe a törésmutatóval együtt változik, Isaac Newton 1672-ben bejelentett felfedezése. Rájött, hogy a prizmán áthaladó fényt nem a prizma színezi be, hanem az csak szétbontja a fényt. Kétprizmás kísérletében először a fehér fényt bontotta fel, majd az egyik – zöld – fény útjába egy másik prizmát helyezett. A második prizma után is zöld maradt a fény, ez tehát egyrészt nem volt tovább bontható, másrészt bemutatta, hogy nem a prizma színezte meg a fényt. Magyarázata: „a természetes testek azért színesek, mert eltérő módon és mértékben verik vissza az egyik fajta fényt mint a másikat. Ily módon bármely test bármilyen színűvé tehető. A testeknek ugyanis nincs saját színük, hanem mindig olyan színűnek látszanak, amilyen színű fénnyel megvilágítjuk őket” (Newton 1704:VR 24).
A prizmával felbontott színek hőmérsékletét mérte meg egyszerű hőmérővel William Herschel, mikor 1800-ban felfedezte, hogy a látható tartományon túl is folytatódik a színek sora: a spektrum legmelegebb pontját a prizma által felbontott szivárvány látható tartományán kívül mérte. Ez a vörös színen túl volt, azaz az infravörös tartományban. (Rubin 2006)
Egy évvel Herschel kísérlete után Johann Ritter a spektrum másik felén is megpróbált láthatatlan fényt kimutatni: ezüst-kloridot használt, mely különösen a kék szín hatására besötétedett. Amikor prizmán áthaladó fényben a kék utáni láthatatlan tartományt irányította az ezüstkloridra, az minden korábbinál jobban besötétedett, jelezve a fény jelenlétét. A ma ultraibolyának nevezett fényt ő kémiai sugaraknak nevezte el. (Rubin 2006)